# (12012) Kitahiroshima
(12012) Kitahiroshima est un astéroïde de la ceinture principale.

## Description
(12012) Kitahiroshima est un astéroïde de la ceinture principale. Il fut découvert le 7 novembre 1996 à Kitami par Kin Endate et Kazuro Watanabe. Il présente une orbite caractérisée par un demi-grand axe de 2,28 UA, une excentricité de 0,15 et une inclinaison de 7,2° par rapport à l'écliptique.

## Compléments